# 尹集成
尹集成，1937年生于四川成都，1964年从台湾来美；在旧金山及加州营商，是拥有35家麦当劳快餐店的麦当劳大王，2001年创办亚裔公共事务联盟（APAPA）。加州彩票局首位华裔委员。属共和党。

## 外部連結
- 本城精英